# Cujmiru Mic, Mehedinți
Cujmiru Mic este un sat în comuna Cujmir din județul Mehedinți, Oltenia, România.